# Rozgart

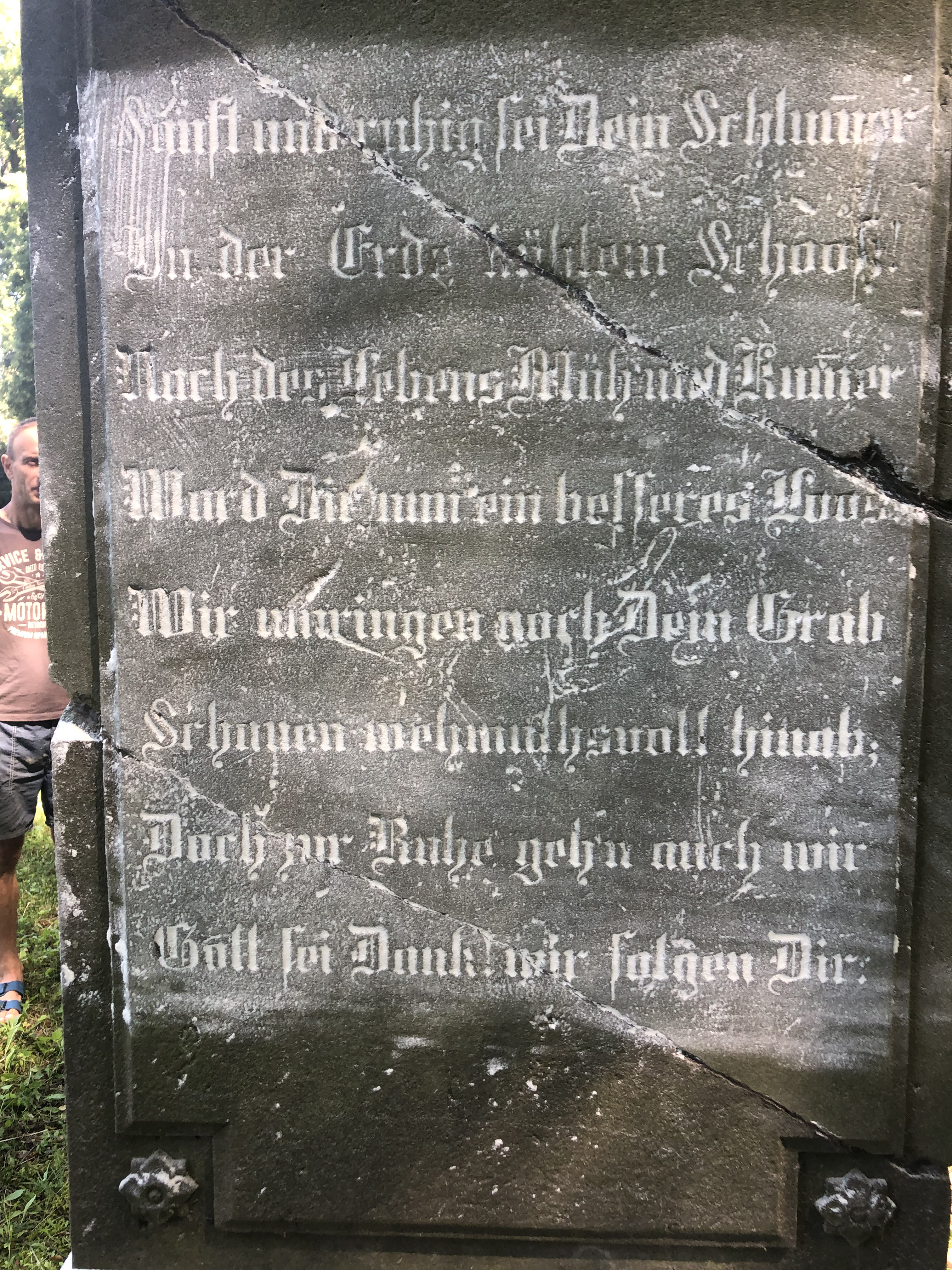

Rozgart (była nazwa niem. Preußisch Rosengart) – wieś w Polsce położona w województwie warmińsko-mazurskim, w powiecie elbląskim, w gminie Gronowo Elbląskie, na obszarze Żuław Elbląskich. W latach 1975–1998 miejscowość administracyjnie należała do województwa elbląskiego.

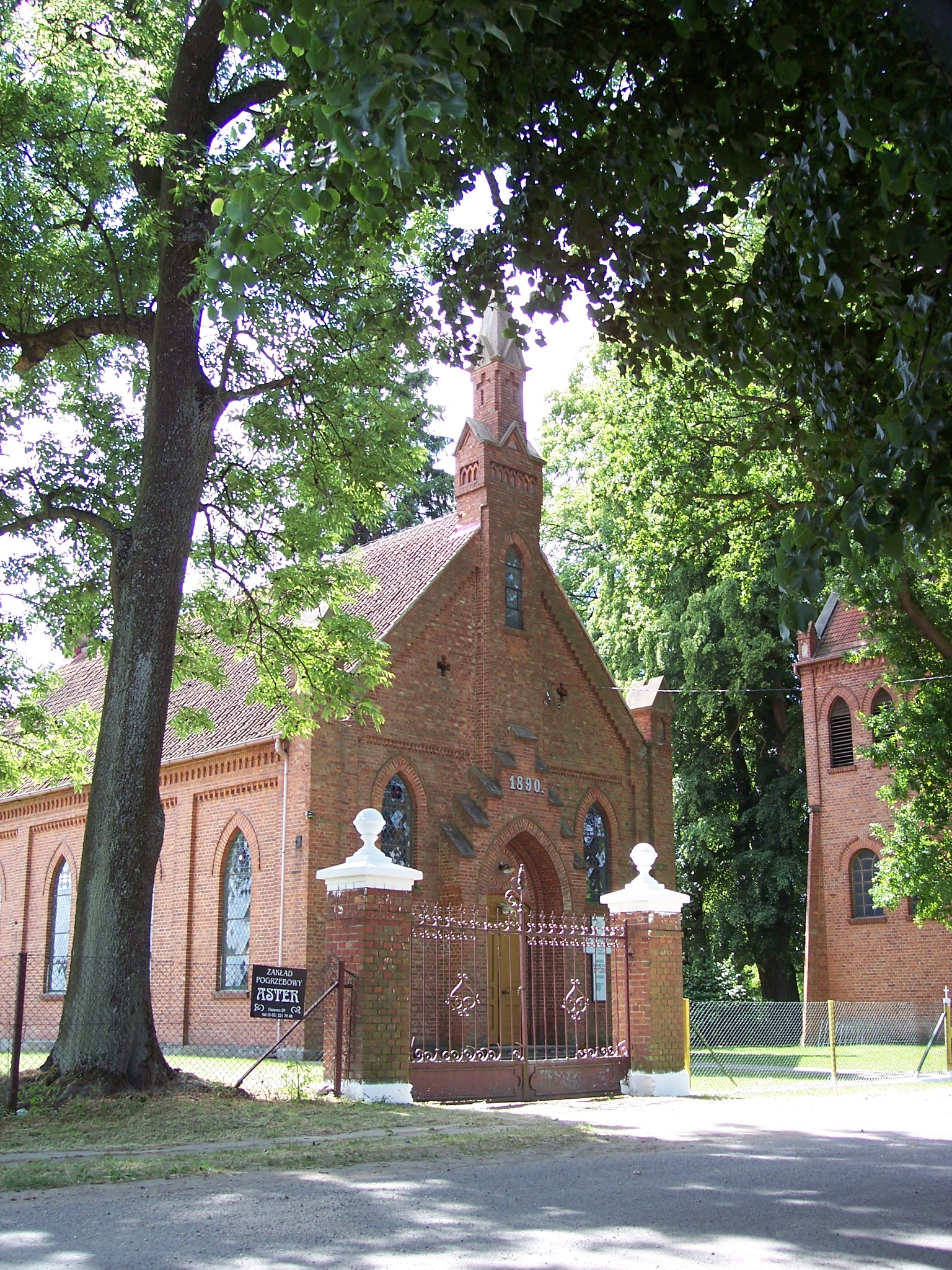
Kościół św. Piotra i Pawła w Rozgarcie (dawny mennonicki)

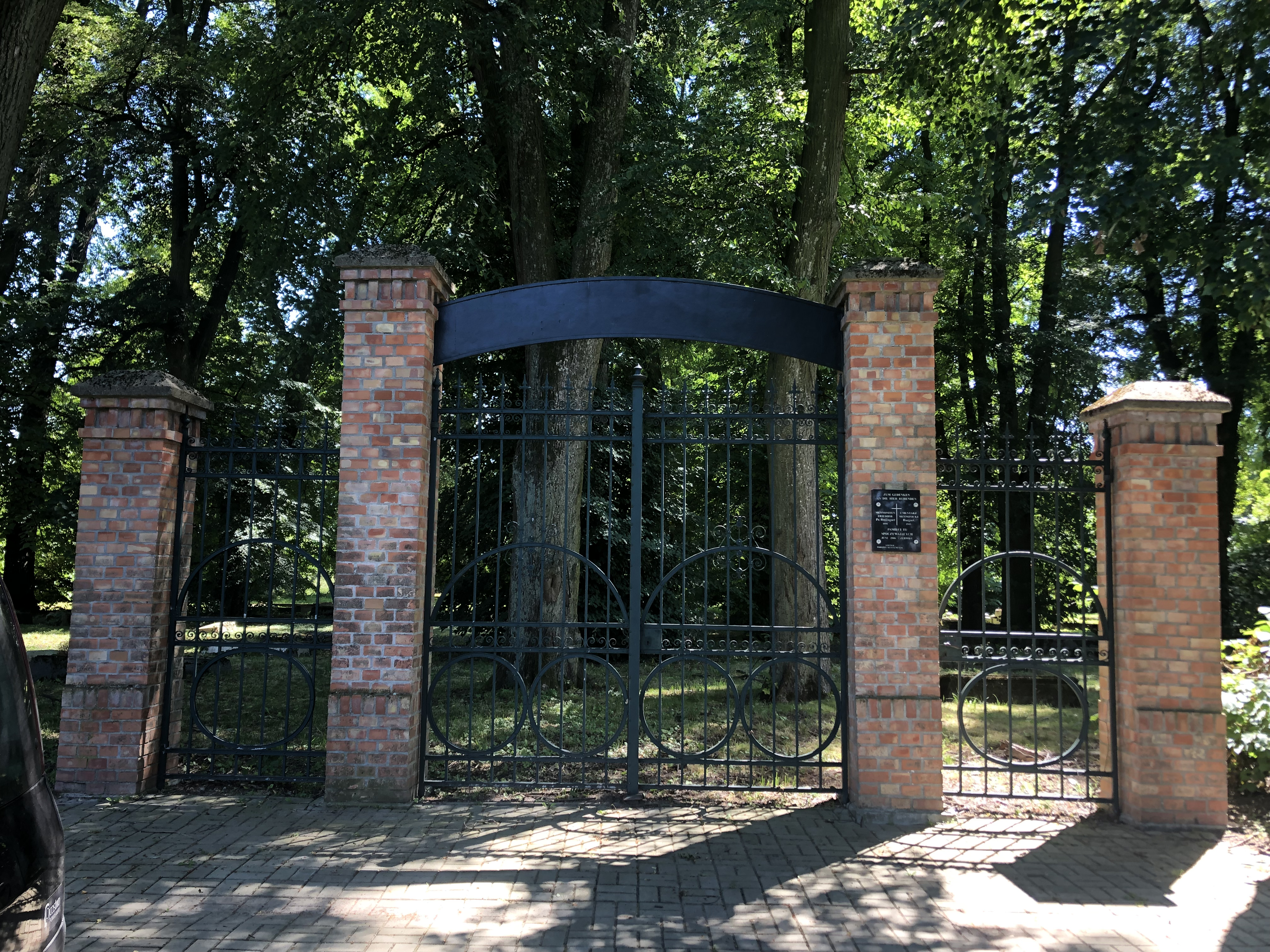
Brama do mennonickiego cmentarza w Rozgarcie.

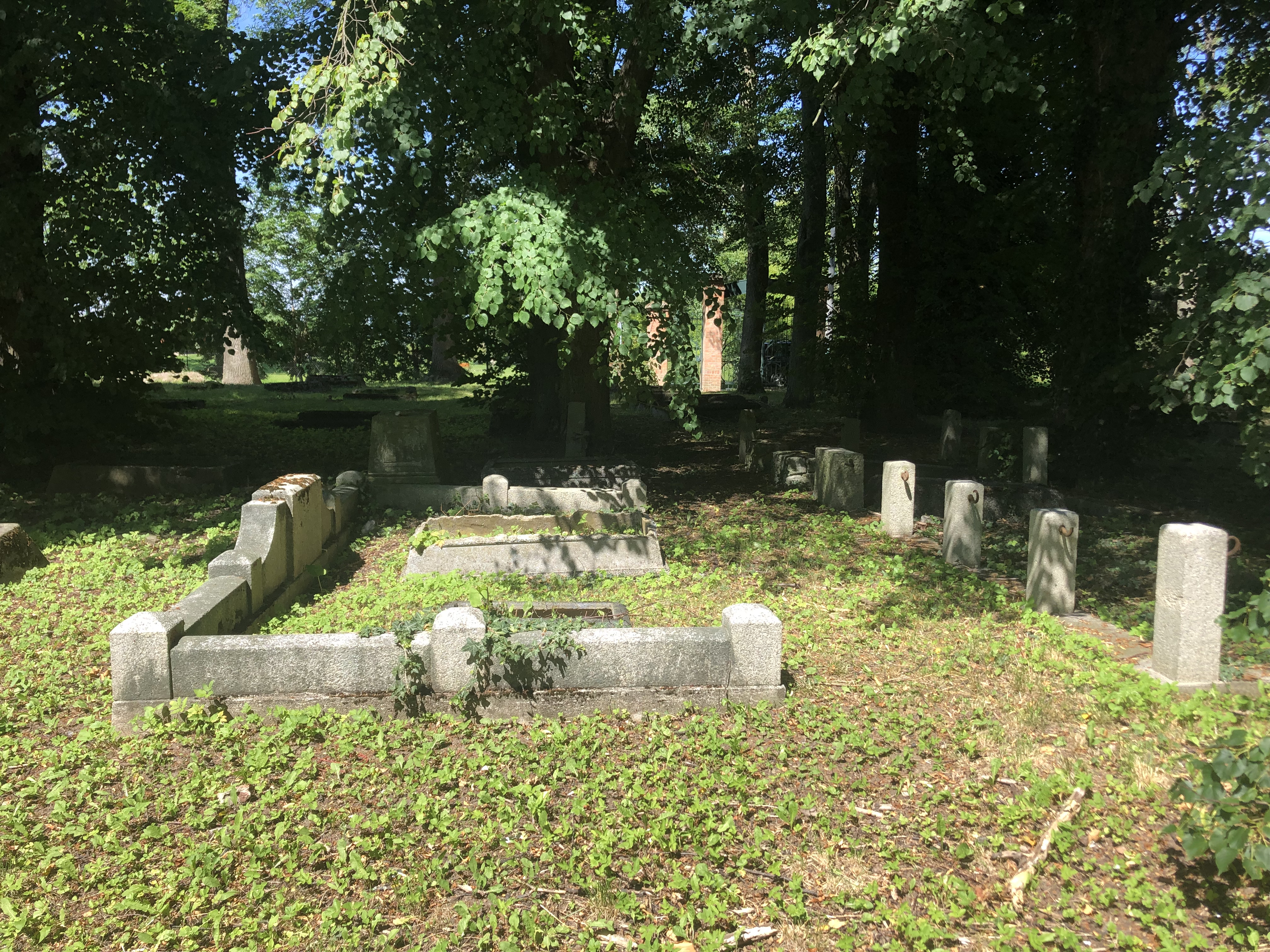

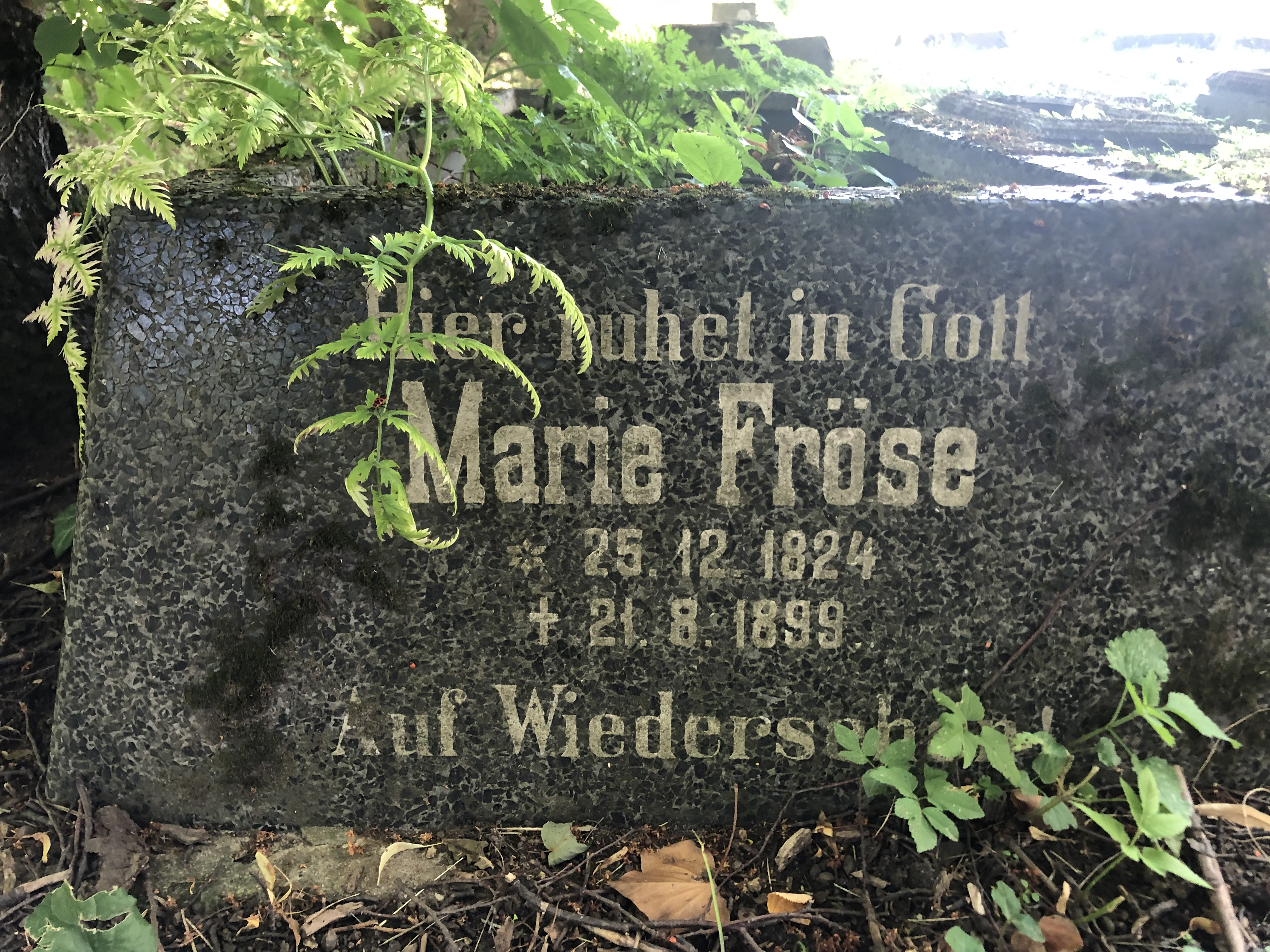

## Zabytki
- XIX-wieczny dom podcieniowy[3]
- zabytkowy kościół pomennonicki, obecnie rzymskokatolicki kościół pw. św. Piotra i Pawła[4]
- pozostałości cmentarza mennonickiego[5]

## Zobacz też

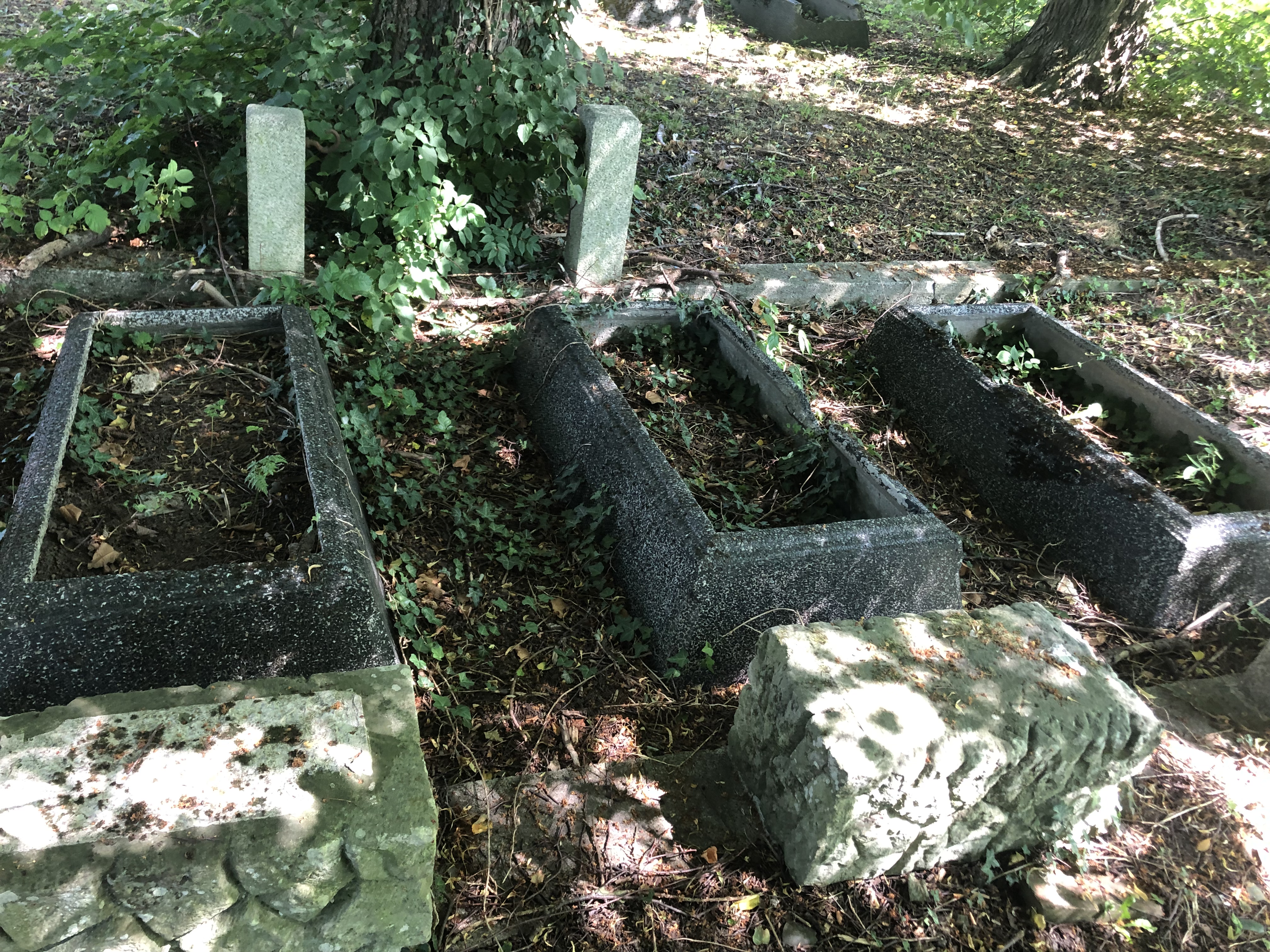